# Bolitoglossa borburata
Bolitoglossa borburata е вид земноводно от семейство Plethodontidae. Видът е почти застрашен от изчезване.

## Разпространение
Разпространен е във Венецуела.

## Описание
Популацията на вида е стабилна.